# モンテコピオーロ
モンテコピオーロ（伊: Montecopiolo）は、イタリア共和国エミリア＝ロマーニャ州リミニ県にある、人口約1,000人の基礎自治体（コムーネ）。
2021年6月17日にサッソフェルトリオと共に、マルケ州ペーザロ・エ・ウルビーノ県から移管された。

## 地理

### 位置・広がり
ペーザロ・エ・ウルビーノ県のコムーネ。ウルビーノから西北西へ27km、ペーザロから西へ46kmの距離にある。
複数の集落からなり、村役場は Villagrande 集落に置かれている。

#### 隣接コムーネ
隣接するコムーネは以下の通り。括弧内のPUはペーザロ・エ・ウルビーノ県所属を示す。
- カルペーニャ (PU)
- マチェラータ・フェルトリア (PU)
- マイオーロ
- モンテ・チェリニョーネ (PU)
- モンテ・グリマーノ・テルメ (PU)
- ペンナビッリ
- ピエトラルッビア (PU)
- サン・レーオ

### 気候分類・地震分類
モンテコピオーロにおけるイタリアの気候分類 (it) および度日は、zona E, 2813 GGである。
また、イタリアの地震リスク階級 (it) では、zona 2 (sismicità media) に分類される。

## 行政

### 分離集落
モンテコピオーロには、以下の分離集落（フラツィオーネ）がある。
- Badia, Belvedere, Calvillano, Cà Moneta, Monterotto, Campodarco, Cavalcanese, Pugliano, Cà Bernacchia, Case Nanni, Serra Nanni, Petorno, Santa Rita, Il Lago, Villagrande (sede comunale)

## 姉妹都市
- Mont-Saint-Martin、フランス